# Bataille d'Alalia
La bataille d'Alalia ou bataille de la mer de Sardaigne eut lieu vers 540-535 av. J.-C. au large de la Corse. Une alliance composée d'Étrusques et de Carthaginois obligea les Grecs de Phocée (en Anatolie) à abandonner leur colonie corse.

## Contexte
Cette bataille, qui sert encore aujourd'hui de repère chronologique, s'insère en fait dans une plus large série de conflits impliquant alors Étrusques, Carthaginois et Grecs pour la délimitation des domaines d'influence en Méditerranée occidentale. Cette mer était initialement dominée par les Phéniciens et les Étrusques. Entre ces deux peuples existaient différents accords permettant de tenir commerce malgré divers raids de piraterie.
Étrusques et Phéniciens puis Carthaginois installèrent ainsi des colonies en Corse, Sardaigne et Espagne pour les premiers, en Sicile, en Afrique, en Sardaigne et en Espagne pour les seconds. En même temps, ils pratiquaient le commerce le long des côtes (par exemple, des céramiques étrusques datant de la première moitié du VIe siècle av. J.-C. ont été retrouvées en Provence sur le site dit des Tamaris). L'arrivée des Grecs, à partir de 750 av. J.-C., et le début de la colonisation bouleversa le statu quo. L'implantation simultanée de plusieurs colonies grecques issues cependant de différentes métropoles inquiéta les Étrusques qui ne purent les repousser.
Jusque vers 650 av. J.-C., les Phéniciens ne résistèrent pas à cette implantation. Cela changea quand les Grecs atteignirent l'Espagne. Carthage assura l'essentiel de la résistance et commença à unifier les cités phéniciennes sous sa direction (ce qui fut terminé vers 540 av. J.-C.). Carthage devint ainsi l'une des principales puissances méditerranéennes occidentales.
Vers la même période, la prise de Phocée par les Perses (546 av. J.-C.) entraîna la fuite de nombre de ses habitants vers ses colonies méditerranéennes. Ce soudain élan transforma alors ces colonies en importants centres commerciaux. De plus, les Phocéens s'adonnaient à la piraterie. Enfin, la fondation d'Alalia (en 565 av. J.-C.) puis son accueil de réfugiés transforma cette cité en potentiel centre commercial d'importance qui pouvait exercer une menace éventuelle sur les colonies étrusques voire carthaginoises (situés en Corse, en Sardaigne et en Sicile où Carthage affronte Syracuse).
Le prétexte de la guerre fut, selon Hérodote, qui a laissé le principal témoignage de cette bataille — quoique largement démenti en particulier par les sources archéologiques — la piraterie dont étaient responsables les Phocéens d'Alalia. Cependant, le conflit semble également s'insérer dans une dynamique plus large où les cités, étrusques ou grecques, et les Carthaginois ont vu leur domaine évoluer sans cesse et les affrontements entre puissances commerciales rivales être assez fréquents.

## Localisation
Le site de la bataille est sujet à discussion (Hérodote parle de « mer sardonienne ») et certains ont proposé le large de la ville étrusque de Cære. Cela permettrait d'expliquer le grand nombre de prisonniers faits par les Étrusques (et lapidés ensuite dans cette ville,).

## Bataille et hypothèses
Le récit classique d'Hérodote pose un problème en cela que de nombreux chercheurs y voient un récit respectant les canons grecs de la tragédie : premier acte « l'installation initiale », deuxième acte « l'arrivée », troisième acte « la réaction » étrusco-carthaginoise, quatrième acte « la lapidation » et cinquième acte « la fondation de Vélia ». La bataille fait état d'une flotte de 60 navires phocéens (certains non encore pontés) qui attaquèrent 120 navires alliés et les repoussèrent tout en subissant de lourdes pertes (environ 40 navires et de nombreux prisonniers) au large de la côte orientale corse.

## Suites
Il semble que les différents camps aient subi des fortunes très diverses. Les Phocéens, selon des remerciements faits à Delphes pour la victoire, et les Étrusques y auraient trouvé de nombreux bénéfices (pillages, butins, prisonniers) alors que les Phocéens d'Alalia et les Carthaginois y auraient subi de lourdes pertes (il est dit que Carthage captura moins de navires que les Étrusques,).
Face aux pertes subies, les Phocéens durent se replier et abandonner Alalia (une partie des réfugiés partit fonder Élée (ou Vélia) en Italie du Sud). Les Étrusques conquirent la partie orientale de la Corse.
Les fouilles archéologiques ou les recherches historiques ont montré une réalité plus contrastée. L'archéologie a, en effet, démontré le maintien d'une présence grecque à Alalia jusqu'à la prise de possession par Rome en 259, et une courte occupation punique d'une dizaine d'années à l'extrême fin de la période[pas clair]. Cette situation a existé en dépit de la domination étrusque.
Il est probable que la cité soit devenue un centre très métissé après la bataille.
La défaite phocéenne doit cependant être relativisée car les Phocéens ont prospéré en Méditerranée occidentale pendant les années suivantes.